# Sabah (huyện)
Huyện Sabah là một huyện thuộc tỉnh Al Bayda', Yemen. Đến thời điểm năm 2003, huyện này có dân số 27472 người